# منذر عنبتاوي
منذر عنبتاوي (1927-1990) هو قانوني فلسطيني، من مواليد مدينة نابلس الفلسطينية. أنهى دراسته الثانوية في كلية النجاح الوطنية سنة 1945، نال شهادة الحقوق جامعتي القاهرة والإسكندرية عام 1953، والدبلوم العالي في الإدارة العامة من معهد الدراسات الاجتماعية في لاهاي 1959، والدكتوراه في القانون الدولي عام 1962، من هولندا. عمل مدرساً للقانون الدولي في جامعة بيروت العربية.

## حياته العملية
عين في إدارة التشريع والقضايا ومحامياً للحكومة الليبية خلال الأعوام (1954-1956)، عاد إلى الأردن وعين مساعداً للنائب العام في عمان، ثم قاضياً للصلح في الزرقاء، ومدعياً عاماً خلال الفترة (1957-1958). سافر إلى الكويت وعين مستشاراً في الإدارة السياسية بوزارة الخارجية الكويتية ومسئولاً في إدارة المنظمات الدولية (1963-1964). ومسئولاً في إدارة المنظمات الدولية (1963- 1964). كما شغل عدة مسئوليات في هيئات منظمة التحرير الفلسطينية، عمل مديراً عاماً للصندوق القومي الفلسطيني (1965) ونائباً لمدير مؤسسة الدراسات الفلسطينية في بيروت (1965- 1968). التحق بمركز الأمم المتحدة في جنيف (1976) وعمل طيلة ثلاثة عشر عاماً متتالية حيث عين أول سكرتير للجنة حقوق الإنسان، ثم منسقاً لبرنامج الخدمات الاستشارية التابع لمركز الأمم المتحدة. دعـم المنظمة بخبرته الحقوقية العميقة، وساهم فـي إعداد وثائقها الرئيسية، وشغل عضوية مجلس أمنائها، ويرجع له الفضل الكبير في إنشاء المعهد العربي لحقوق الإنسان، وانتخب نائباً رئيس المعهد منذ تأسيسه حتى وافته المنية في فبراير 1990.

## مؤلفاته
صدر له العديد من المؤلفات:
- التعبير القانوني للوحدة العربية، 1962.

- الكتاب السنوي للقضية الفلسطينية عام 1964، بيروت، 1967.

- الكتاب السنوي للقضية الفلسطينية عام 1965، بيروت، 1967.

- أضواء على الإعلام الإسرائيلي، بيروت، 1968.

- نزعات متأصلة في الحركة الصهيونية، بيروت، 1968.

- التنظيم الصهيوني في فلسطين خلال فترة الانتداب، بيروت، 1988.

- واجبات الأطراف الثلاثة في الحروب المعاصرة، بيروت.
- الإنسان قضية وحقوق ( دفاعاً عن حقوق الإنسان في الوطن العربي ) صدر عن المعهد العربي لحقوق الانسان، 1991.

- كتب عدداً من المحاضرات على شكل دراسات منها: (مهمة فلسطين في الشرق الأقصى، صراعنا مع إسرائيل في آسيا وأفريقيا، اتفاقات الهدنة وحقوق عرب فلسطين، المخططات الصهيونية وحقوق عرب فلسطين).

## مساهماته
- ينظم المعهد العربي لحقوق الإنسان دورة تدريبية باسم منذر عنبتاوي تكريما له ولدوره في تأسيس المعهد العربي لحقوق الإنسان هي دورة تدريبية عربية في مجال حقوق الإنسان تنظم سنويا منذ عام 1990 في الجمهورية التونسية.[6]
- جائزة منذر عنبتاوي يحتفظ إرشف المتحف الفلسطيني بوثيقة مكونة من 4 صفحات تتضمن كلمة كتبها بسام الشكعة وألقاها خلال حفل جائزة منذر عنبتاوي لحقوق الإنسان في قصر الثقافة في العاصمة عمان، والذي نظمته رابطة الكتاب الأردنيين، تتضمن الكلمة الإشادة بمنذر عنبتاوي كأحد طلائع حركة القوميين العرب، كما تتضمن أوضاع القضية الفلسطينية في الساحة العربية والدولية.[7]